# Каррерас, Пабло
Пабло Себастьян Каррерас (исп. Pablo Sebastián Carreras; родился 3 марта 1995, Росарио) — аргентинский футболист, защитник.

## Клубная карьера
Каррерас — воспитанник клуба «Ривер Плейт». 19 июля 2015 года в матче против «Атлетико Рафаэла» он дебютировал в аргентинской Примере. Летом 2016 года Пабло на правах аренды перешёл в «Нуэва Чикаго». 16 октября в поединке против «Альмагро» он дебютировал за новый клуб.

## Международная карьера
В 2011 году Каррерас принял участие в юношеском чемпионате Южной Америки в Эквадоре. На турнире он сыграл в матчах против команд Перу, Боливии, Эквадора, Парагвая, Бразилии, Колумбии и дважды Уругвая.
Летом того же года в составе Каррерас принял участие в юношеском чемпионате мира в Мексике. На турнире он сыграл в матчах против команд Франции, Ямайки и Англии.

## Достижения
Международные
 Аргентина (до 17)
- Юношеский чемпионат Южной Америки — 2011